# Cereme Taba
Cereme Taba is een bestuurslaag in het regentschap Lubuklinggau van de provincie Zuid-Sumatra, Indonesië. Cereme Taba telt 6846 inwoners (volkstelling 2010).